# Pányok
Pányok là một thị trấn thuộc hạt Borsod-Abaúj-Zemplén, Hungary. Thị trấn này có diện tích 8,5 km², dân số năm 2010 là 49 người, mật độ 6 người/km².